# Robert Glasper
Robert Glasper, né le 5 avril 1978 à Houston, au Texas, aussi connu sous le nom de Rob G, est un pianiste de jazz, compositeur et réalisateur artistique américain.

## Carrière
Robert Glasper doit sa première influence musicale à sa mère, Kim Yvette Glasper, chanteuse de jazz et de blues. En effet, elle préférait l'emmener à ses concerts que le laisser avec une babysitter. À l'âge de douze ans, Robert commence à accompagner sa mère à l'église et dans des clubs de Houston. C'est là qu'il développe son mélange de gospel et de jazz facilement reconnaissable dans son jeu.
Glasper est diplômé de l'Elkins High School à Houston, de la High School for the Performing and Visual Arts et de l'université The New School à New York, au sein du département de jazz. À la New School, il rencontre le chanteur de neo-soul Bilal avec qui il collabore : cette rencontre va amener Robert à travailler avec des artistes venant du jazz comme du hip-hop et du R&B tels que Bilal et Mos Def en tant que directeur musical, Q-Tip dans The Renaissance, Kanye West pour Late Registration, Meshell Ndegeocello pour The World Has Made Me the Man of My Dreams, J Dilla, Erykah Badu, Jay-Z, Talib Kweli, Common, Slum Village et Maxwell, avec qui il a joué pour le BLACKsummers'night tour.
Après avoir opéré en tant que sideman au côté de Russell Malone, Mark Whitfield, Christian McBride, Terence Blanchard (Bounce) et Roy Hargrove le premier album de Glasper, Mood, sort chez Fresh Sound New Talent en 2004. Il contient six compositions originales et trois standards (Blue Skies, Alone Together et le morceau Maiden Voyage du pianiste Herbie Hancock).
En 2005, il signe son premier album chez Blue Note Records intitulé Canvas. Cet album, riche de nouvelles sonorités, comprend neuf compositions originales et une reprise du morceau Riot d'Herbie Hancock. Le chanteur Bilal et le saxophoniste Mark Turner participent à quelques morceaux de l'album.
En 2006 sort In My Element, un album teinté de hip-hop, qui met en avant son trio et ses expérimentations rythmiques pleines de surprises. Un hommage au grand producteur de hip-hop J Dilla, nommé J Dillalude, apparaît dans l'album. Il s'agit d'un medley de quelques-unes de ses très nombreuses productions. De plus, un morceau de Herbie Hancock se trouve de nouveau dans son répertoire, il s'agit de Maiden Voyage où l'arrangement mêle le morceau Everything In Its Right Place du groupe Radiohead à des citations du morceau Fleurette Africaine de Duke Ellington.
En 2009 Glasper sort Double Booked (qui pourrait se traduire par « double programmation »). L'album est divisé en deux parties, une en trio et l'autre avec le Robert Glasper Experiment, groupe au sein duquel Glasper s'adonne à une musique plus « urbaine » et électrique. On retrouve dans le trio Vicente Archer à la contrebasse et Chris « Daddy » Dave à la batterie ; sont trouvés dans la partie « Experiment » Casey Benjamin aux saxophone et  vocoder, Bilal au chant (il reçoit d'ailleurs en 2010 un Grammy Award pour sa performance dans le morceau All Matter), Derrick Hodge à la basse électrique et à nouveau Chris « Daddy » Dave à la batterie.
Robert Glasper est l'une des figures montantes du jazz actuel. Il parcourt le monde et participe à de nombreux festivals de jazz où ses concerts connaissent toujours un fort succès. Son trio régulier est composé de Vicente Archer à la basse et Chris « Daddy » Dave à la batterie. Lorsque ses musiciens ne peuvent pas être présents, il fait appel à Alan Hampton ou Derrick Hodge à la basse et Jamire Williams ou Marc Colenburg à la batterie pour effectuer les remplacements. Robert Glasper est représenté par Addeo Music International.

## Style
La musique de Robert Glasper mêle des styles de musique variés, allant du hip-hop au jazz, en passant par la soul, le gospel et, dans une certaine mesure, le rock. Il a notamment été influencé par Kanye West, Thelonious Monk, Keith Jarrett ou Mulgrew Miller. Il affirme concevoir sa musique comme un morceau de hip-hop dans lequel il imagine qu'un rappeur puisse étendre son « flow » à travers sa musique.

## Discographie

### Albums
- 2003 : Mood (Fresh Sound New Talent)
- 2005 : Canvas (en)[6],[7] (Blue Note)
- 2007 : In My Element (en)[8] (Blue Note)
- 2009 : Double-Booked (en) (Blue Note)
- 2012 : Black Radio (en) (Blue Note)
- 2013 : Black Radio 2 (en) (Blue Note)
- 2015 : Covered (en) (Blue Note)
- 2016 : Everything's Beautiful (Columbia/Legacy)
- 2016 : ArtScience (Blue Note)
- 2019 : Fuck Yo Feelings[9] (Blue Note)
- 2022 : Black Radio 3[10] (Loma Vista Recordings)

### EP
- 2012 : Black Radio Recovered: The Remix EP (en) (Blue Note)
- 2014 : Porter Chops Glasper (Blue Note)
- 2020 : Dinner Party (en) (Sounds of Crenshaw/Empire)

### Musique de film
- 2015 : Miles Ahead de Don Cheadle
- 2020 : The Photograph (en) de  Stella Meghie

### Participations
- 2017 : Esperanza Spalding, Exposure (Condord)